# 정관영
정관영(鄭寬英, 1943년 ~ )는 대한민국의 방송인이었다.

## 학력
- 서울 보성고등학교 52회 졸업

## 라디오 진행
- KBS 제1라디오 : 안녕하십니까 정관영입니다.

## 경력
- KBS 편성실 전문위원
- KBS 아트비전 사장
- 독립제작사협회 부회장